# Караимская жизнь
Журнал «Караимская жизнь» (1911—1912) — первый русскоязычный караимский ежемесячник (главный редактор Садук Раецкий, издатель — журналист В. И. Синани, печатался в типографии П. П. Рябушинского). Объём журнала — 120—130 страниц. За два года вышло 12 номеров издания. Журнал уделял внимание как исследованиям прошлого, так и вопросам современной жизни караимского общества во всех её проявлениях.

## О журнале
Главное внимание в нём уделялось Крыму как исторической родине и места проживания наибольшей караимской общины. Постоянные корреспонденты журнала из Евпатории, Симферополя, Феодосии, Севастополя, Бахчисарая, Карасубазара, Керчи, Мелитополя, Бердянска, Ялты, Одессы, Киева, Харькова, Николаева, Херсона, Екатеринослава, Вильно, Луцка, Паневежиса, Тракая и других городов сообщали о жизни на местах. Вместе с тем, на страницах журнала рассматривались вопросы караимских общин в Иерусалиме, Египте, Турции и других странах.
К сотрудничеству в журнале привлекались караимские журналисты, литераторы, ученые, а также видные общественные деятели. Для журнала свои материалы по истории, антропологии, этнографии, статистике караимов предоставляли известные русские ученые.

После многих лет вынужденного молчания приверженцы политики «национальной изоляции» в караимской среде опасались разглашения «внутренних» аспектов караимского быта. Обращаясь к ним, редакция журнала в статье «Наши задачи» убеждала: 
Что есть у нас такого, что нужно скрывать от глаз чужих? Противники полагают, очевидно, что что-то нужно скрывать, что-то нужно прятать, так как они поминают о каком-то “соре”, который якобы не следует выносить из избы. Мы лучшего мнения о нашем народе... Мы полагаем, что все наше прошлое глубоко интересное в историческом смысле и свидетельствующее о былой национальной мощи, вся действительность современного караимства – все это может быть смело нами показано и должно быть показано чужим[…] Сами караимы в большинстве своем очень мало знакомы с теми материалами, которые имеются по их истории и археологии <...> этнографии и антропологии.
Задачи «Караимской жизни»:
- собирание научной информации о караимах, которая смогла бы превратить журнал в «караимскую энциклопедию»
- обзор современной жизни караимов
- объединение всех караимов Русской империи в единую общину.

В публикациях журнала рассматривались вопросы национальной жизни караимов, представлялись материалы общественного, экономического, исторического, религиозного и культурного характера. На страницах «Караимской жизни» были представлены беллетристические произведения из жизни и истории караимов, образцы народного творчества, юмористические фельетоны, стихотворения и др. В каждом выпуске «Караимской жизни» имелась публикация биографий и портретов известных караимских общественных деятелей, представителей науки, искусства, просвещения, благотворительности, статьи с обсуждением насущных проблем, волновавших караимское общество, ответы на вопросы юридического характера и т. п.
Отдельный выпуск журнала был посвящён жизни и деятельности гахама С. Пампулова. В 1913 г. вышел специальный номер, посвящённый 300-летию дома Романовых.